# Пентагональный гексеконтаэдр
Пентагона́льный гексеконта́эдр (от др.-греч. πέντε — «пять», γωνία — «угол», ἑξήκοντα — «шестьдесят» и ἕδρα — «грань») — полуправильный многогранник (каталаново тело), двойственный курносому додекаэдру. Составлен из 60 одинаковых неправильных пятиугольников.
Имеет 92 вершины. В 12 вершинах (расположенных так же, как вершины икосаэдра) сходятся по 5 граней своими острыми углами; в 20 вершинах (расположенных так же, как вершины додекаэдра) сходятся по 3 грани теми тупыми углами, которые дальше от острого; в остальных 60 вершинах две грани сходятся своими тупыми углами, ближними к острому, и одна — тупым углом, дальним от острого.

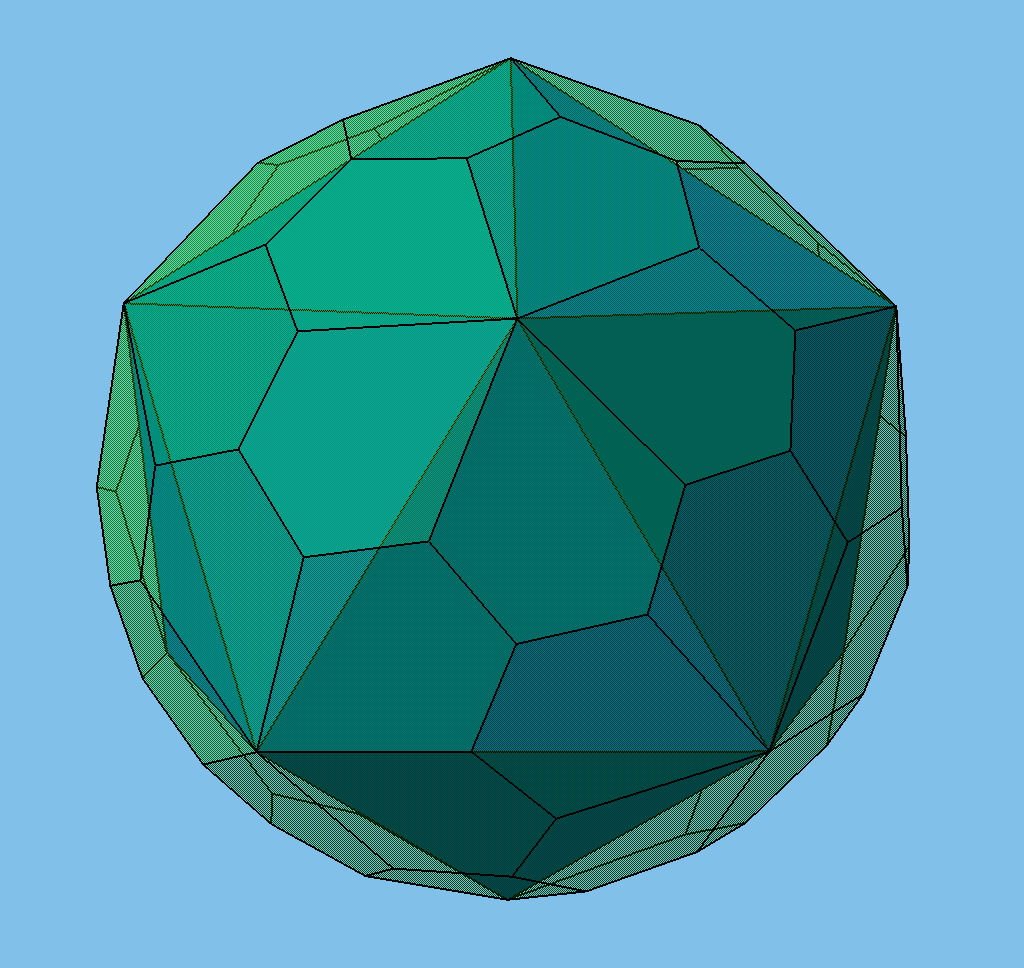
12 вершин расположены так же, как вершины икосаэдра
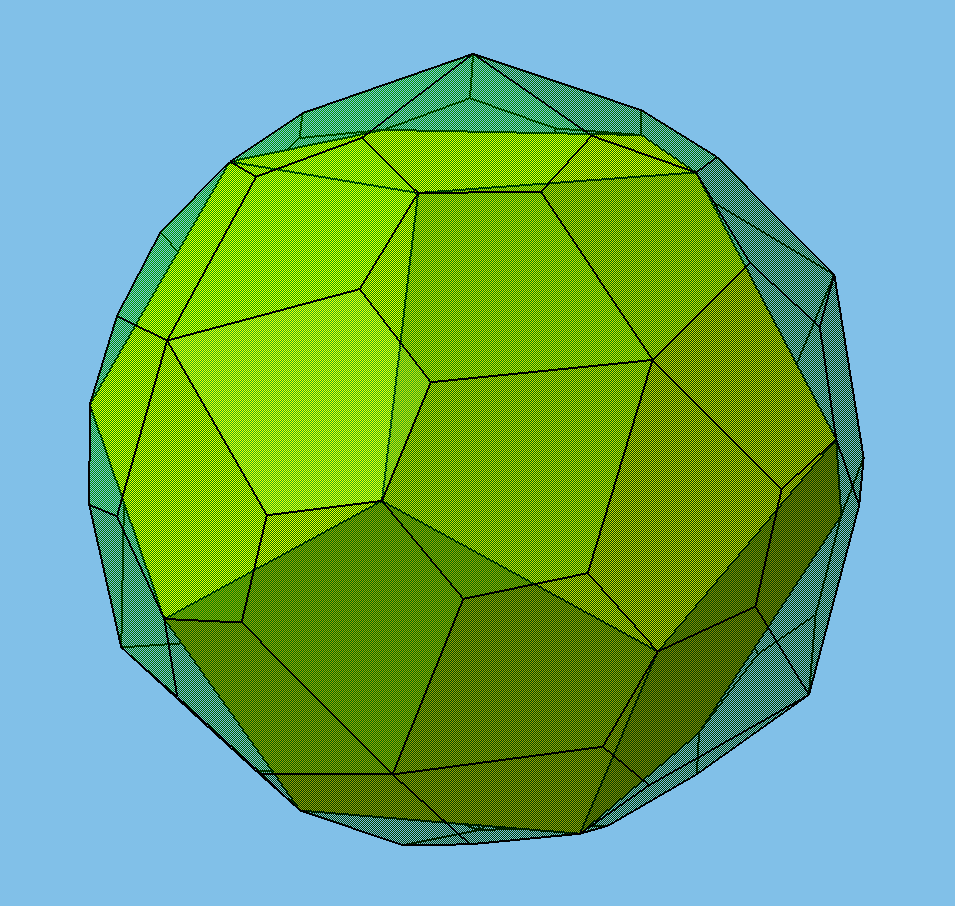
20 вершин расположены так же, как вершины додекаэдра

У пентагонального гексеконтаэдра 150 рёбер — 60 «длинных» и 90 «коротких».
В отличие от большинства других каталановых тел, пентагональный гексеконтаэдр (наряду с пентагональным икоситетраэдром) является хиральным и существует в двух разных зеркально-симметричных (энантиоморфных) вариантах — «правом» и «левом».

## Метрические характеристики и углы
При определении метрических свойств пентагонального гексеконтаэдра приходится решать кубические уравнения и пользоваться кубическими корнями — тогда как для ахиральных каталановых тел не требуется ничего сложнее квадратных уравнений и квадратных корней. Поэтому пентагональный гексеконтаэдр, в отличие от большинства других каталановых тел, не допускает евклидова построения. То же верно и для пентагонального икоситетраэдра, а также для двойственных им архимедовых тел.
В формулах ниже константа {\displaystyle \xi } — единственный вещественный корень уравнения
{\displaystyle 8x^{3}+8x^{2}=\Phi ^{2},}
где {\displaystyle \Phi ={\frac {1+{\sqrt {5}}}{2}}} — отношение золотого сечения; этот корень равен
{\displaystyle \xi ={\frac {1}{12}}\left({\sqrt[{3}]{44+12\Phi \,(9+{\sqrt {81\Phi -15}})}}+{\sqrt[{3}]{44+12\Phi \,(9-{\sqrt {81\Phi -15}})}}-4\right)\approx 0{,}4715756.}

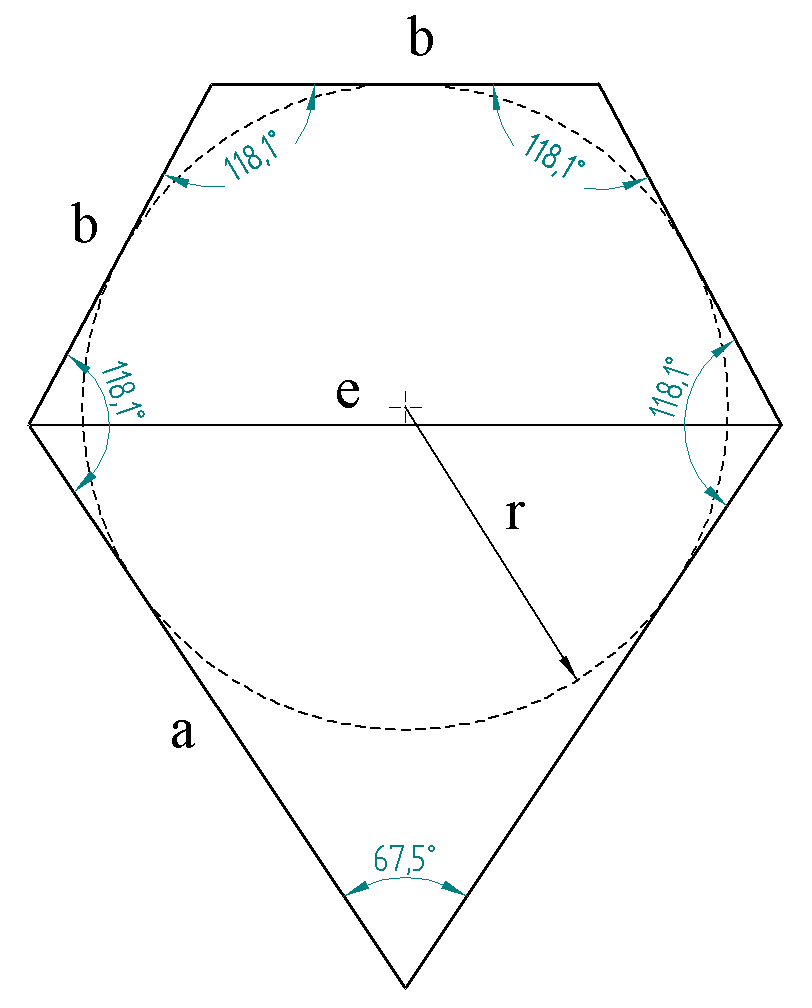
Грань пентагонального гексеконтаэдра

Если три «коротких» стороны грани имеют длину {\displaystyle b}, то две «длинных» стороны имеют длину
{\displaystyle a={\frac {1+2\xi }{2(1-2\xi ^{2})}}b\approx 1{,}7498526b.}
Площадь поверхности и объём многогранника при этом выражаются как
{\displaystyle S={\frac {30(2+3\xi ){\sqrt {1-\xi ^{2}}}}{1-2\xi ^{2}}}\;b^{2}\approx 162{,}6989642b^{2},}
{\displaystyle V={\frac {5(1+\xi )(2+3\xi )}{(1-2\xi ^{2}){\sqrt {1-2\xi }}}}\;b^{3}\approx 189{,}7898521b^{3}.}
Радиус вписанной сферы (касающейся всех граней многогранника в их инцентрах) при этом будет равен
{\displaystyle r={\frac {1}{2}}{\sqrt {\frac {1+\xi }{(1-\xi )(1-2\xi )}}}\;b\approx 3{,}4995278b,}
радиус полувписанной сферы (касающейся всех рёбер) —
{\displaystyle \rho ={\sqrt {\frac {1+\xi }{2(1-2\xi )}}}\;b\approx 3{,}5976248b,}
радиус окружности, вписанной в грань —
{\displaystyle r_{\Gamma \mathrm {P} }={\sqrt {\rho ^{2}-r^{2}}}={\frac {1}{2}}{\sqrt {\frac {1+\xi }{1-\xi }}}\;b\approx 0{,}8343915b,}
диагональ грани, параллельная одной из «коротких» сторон  —
{\displaystyle e=(1+2\xi )b\approx 1{,}9431513b.}
Описать около пентагонального гексеконтаэдра сферу — так, чтобы она проходила через все вершины, — невозможно.
Все четыре тупых угла грани равны {\displaystyle \arccos \,(-\xi )\approx 118{,}14^{\circ };} острый угол грани (между «длинными» сторонами) равен {\displaystyle \arccos \,(8\xi ^{2}-8\xi ^{4}-1)\approx 67{,}45^{\circ }.}
Двугранный угол при любом ребре одинаков и равен {\displaystyle \arccos \,{\frac {\xi }{\xi -1}}\approx 153{,}18^{\circ }.}